# Grand Ridge (Floride)
Pour l’article homonyme, voir Grand Ridge (Illinois).
Grand Ridge est une ville américaine située dans le comté de Jackson en Floride.

## Démographie
| 1960 | 1970 | 1980 | 1990 | 2000 | 2010 |
| ---- | ---- | ---- | ---- | ---- | ---- |
| 415  | 512  | 591  | 536  | 792  | 892  |

Selon le recensement de 2010, Grand Ridge compte 892 habitants. La municipalité s'étend sur 4,12 milles carrés (10,67 km2), dont 3,95 milles carrés (10,23 km2) de terres.